# Руперт Чарлз Барнебі
Руперт Чарлз Барнебі (англ. Rupert Charles Barneby, 6 жовтня 1911 — 5 грудня 2000) — видатний американський ботанік британського походження, один з найвидатніших вчених Нью-Йоркського ботанічного саду.

## Біографія
Руперт Чарлз Барнебі народився в Англії 6 жовтня 1911 року.
Він навчався у Кембриджському університеті, де отримав ступінь бакалавра історії та сучасних мов у 1932 році.
Барнебі приїхав у Сполучені Штати Америки у 1937 році та отримав право на постійне проживання в країні у 1941.
Серед його найначніших наукових робіт виділяють Atlas of North American Astragalus, Daleae Imagines, Intermountain Flora, Volume 3, Part B та Silk Tree, Guanacaste, Monkey's Earring: A Generic System for the Synandrous Mimosaceae of the Americas.
Він завжди знаходив час для сприяння і допомоги учням та колегам.
Барнебі зробив значний внесок у ботаніку, описавши безліч видів насіннєвих рослин. Він був відомий своїм талантом виявлення рідкісних і місцевих видів. Протягом п'яти десятиліть досліджень Барнебі описав понад 1100 нових для науки видів рослин.
Руперт Чарлз Барнебі помер 5 грудня 2000 року у віці 89 років.

## Наукова діяльність
Руперт Чарлз Барнебі спеціалізувався на насіннєвих рослинах.

## Наукові роботи
- Atlas of North American Astragalus[3].
- Daleae Imagines[3].
- Intermountain Flora, Volume 3, Part B[3].
- Silk Tree, Guanacaste, Monkey's Earring: A Generic System for the Synandrous Mimosaceae of the Americas (3 Volumes)[3].

## Почесті
Рід рослин Barnebya був названий на його честь. На його честь був також названий рід Barnebyella, рід Barnebydendron та 25 різних видів рослин.